# ベンタイン市場

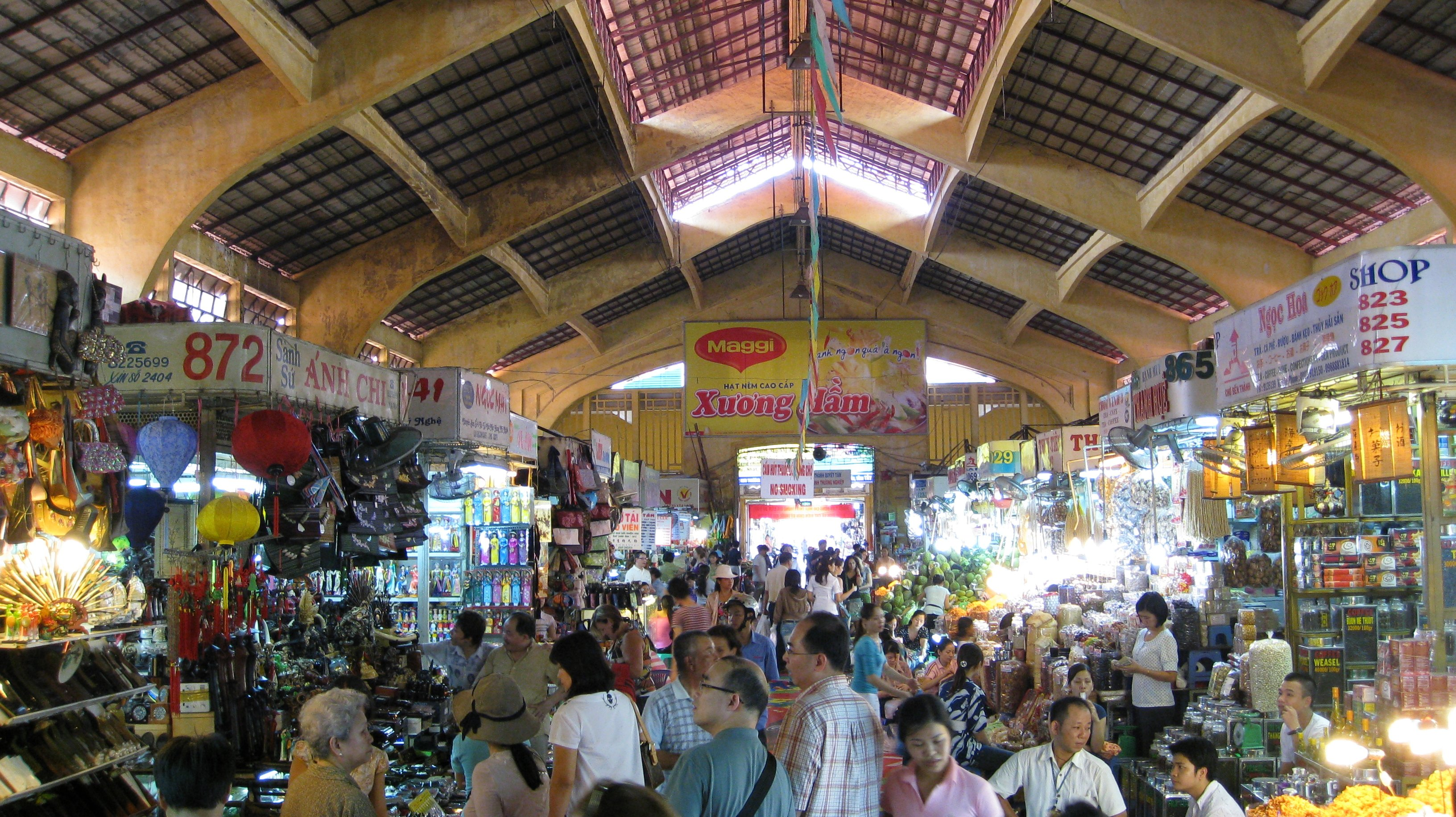
市場内部の様子

ベンタイン市場（ベンタインしじょう/いちば、ベトナム語：Chợ Bến Thành / 𢄂𤅶城）はベトナムのホーチミン市にある大規模な市場である。1912年に建設が決定し、1914年に完成。第二次世界大戦時に大きな被害をうけ、1950年に改修が行われ現在に至る。

## 地理
1区ベンタイン坊に位置し、建物正面は、市内の交通の中心地であるベンタインバスターミナルやホーチミン地下鉄1号線ベンタイン駅、カク・チ・チャン広場、藍山蜂起の英雄である陳元扞（チャン・グエン・ハン）の像を擁する巨大なラウンドアバウトに面している。

## 概観
伝統様式により建設された巨大な堂の中に個人商店が数畳の店を構えてひしめき合っている屋内市場である。観光客向けの土産物店だけではなく、日用品や食料品を売る店もあり大抵のものがそろえられる他、食堂やカフェ、甘味処も存在している。夕方以降の市場の両脇の通りは、巨大な屋台が埋め尽くす夜市となり、ベトナム料理を肴に酒を飲む観光客や市民でにぎわう。
日本人と分かると、ボッタクリを試みる人たちも多い。市場の前に待機しているバイクタクシーやシクロは、支払い時に事前の話と違う、極めて高額のボッタクリ運賃を請求されることも多く、危険である。